# ベル・ロンドン
ベル・ロンドン（Belle London、1866-1924）は、アメリカ合衆国・ユタ州にあった売春宿の女性経営者。

## 生涯

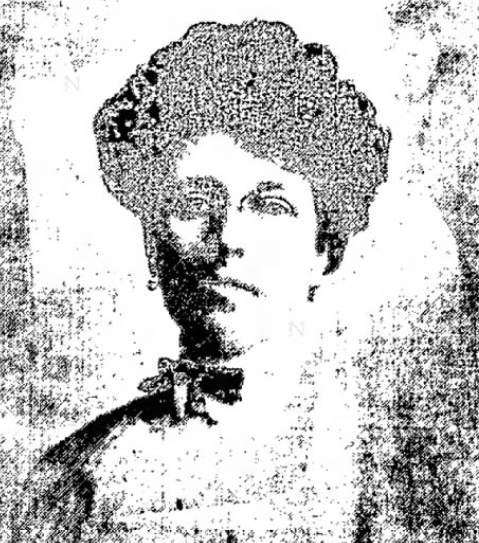
ベル・ロンドン

1866年、ケンタッキー州に生まれたロンドンは、1889年からユター州オグデンの有名な売春宿番人であり、「ドーラ・B・トップハム」の別名でも知られる毒婦であった。オグデンユニオンステーション25丁目の近くにあったエレクトリック・アレー10番地に、「ロンドンアイスクリームパーラー」という名のアイスクリーム店を装い、ビルの上階に売春宿を設けていた。当時、ソルトレイクシティの政府指導者らは、ロンドンを公認売春街の運営に選出し、ロンドンはユタ州史上たったひとりの公娼宿経営者となった。
ロンドン本人にとって売春業は不本意なものであり、良心の呵責に苛まれていたが、当時女性が参入できるビジネスが非常に少なかった時代に、売春宿の経営はその貴重な選択肢のひとつであった。また、ロンドンは公娼制度をビジネスチャンスであると同時に「売春を制限することによって性病を減らし、社会に善を寄与することが出来る」と考えたという。ロンドンは娼婦らが1日あたり1ドル～4ドルの家賃を払う『ストックエイド』という約100の小さなプレイルームを設けた。
ストックエイド開業から僅か3年も経たぬまま、施設は閉鎖され、即取り壊された。ロンドンは16歳の少女をストックエイドに誘い込んだ罪で、18年の懲役刑を命じられたが、後にユタ州最高裁判所は有罪判決を覆した。
ロンドンは1890年に、ユニオン・パシフィック鉄道のボイラー製造、トップハム・トマスと結婚した。トップハムはすぐサルーンキーパーになり、ロンドンと一緒にオグデンにて影響力を得る。ロンドンはトップハム・エテルという名の養女含め2人の娘をもうけた。
1912年、25丁目の売春を摘発するため、警察の検挙があった。過去の生活を忘れたいと望んだベルは娘と共に、1914年頃オグデンからサンフランシスコ市へと引っ越し、名前を「ローズ・マキシン」に変えた。売春産業で働き続け、ホテルを購入した。
1925年サンフランシスコにて、怪我を負った従業員の車を牽引する際、2台の車が滑りロンドンは押しつぶされ、数年後に亡くなった。
ビジネス関係者が彼女について書いたところによると、ロンドンは常に貧しい人々を助けたいと願い、寛大な心を持ち、忌まわしい職業をスピークイージーのように変えたいという願望があったとされている。